# Oskar Muser
Oskar Muser (* 28. Februar 1850 in Freiburg im Breisgau; † 25. Juni 1935 in Offenburg) war ein deutscher Jurist und Politiker; er war Mitglied der Badischen Nationalversammlung sowie der Badischen Ständeversammlung.

## Leben
Muser wurde als Sohn eines Kreisgerichtsregistrators geboren und besuchte die Gymnasien in Offenburg und Freiburg, bevor er Rechtswissenschaften an der Universität Freiburg studierte. Dort wurde er 1869 Mitglied der Burschenschaft Teutonia Freiburg. Am Deutsch-Französischen Krieg nahm er als Kriegsfreiwilliger im Infanterie-Regiment „Kaiser Friedrich III.“ (6. Badisches) Nr. 114 in Konstanz teil. Ab 1878 war er Rechtsanwalt in Offenburg und wurde dort Stadtverordneter. 1889–1897 und 1899–1919 war er Abgeordneter der Zweiten Kammer des Badischen Landtags (Wahlbezirk Offenburg-Stadt) für die Freisinnige Volkspartei (FVp), dann der Fortschrittlichen Volkspartei (FVP) und der Deutschen Demokratischen Partei (DDP). Muser war 1911–1912 Vizepräsident der Zweiten Kammer, 1911–1918 Fraktionsführer der FVP, 1919 Zweiter Vizepräsident, Stellvertretender Alterspräsident und Mitglied im Verfassungsausschuss des Badischen Landtags. Er verfasste zahlreiche Reden und Schriften. Als Verfechter von liberal-demokratischem Ideengut setzte er sich früh für das Frauenstimmrecht ein.

## Ehrungen
- Ritterkreuz 1. Klasse vom Orden vom Zähringer Löwen
- In Offenburg wurde die Oskar-Muser-Straße nach ihm benannt

## Veröffentlichungen (Auswahl)
- Sozialistengesetz und Rechtspflege (Theorie und Praxis) eine mit aktenmässigen Beispielen belegte Studie für Laien und Juristen. Karlsruhe 1889.
- Die sociale Frage und die nächstliegenden socialen Aufgaben der Gesellschaft. Zusammengefaßte Reden des Oscar Muser. Frankfurt am Main 1891.
- Volksrecht und Kaisermacht. 1848 und 1871. Karlsruhe 1898
- Der Ultramontanismus und das Zentrum. Lahr i. B. 1907.
- Die Stellung der Frau zum Staat und im Staat. Frauenstimmrecht. Karlsruhe 1913.
- Das Frauenstimmrecht vor dem badischen Landtag. Zwei Reden. Karlsruhe 1918.